# Porterhouse Brewery
The Porterhouse Brewing Company – irlandzka sieć pubów: cztery lokale w Dublinie, po jednym w Londynie  i w Nowym Jorku.  Została założona w 1989 roku przez Liama La Harta i Olivera Hughesa. Firma prowadzi także hotel i posiada swój własny browar, który produkuje obecnie: 3 rodzaje aleów, 3 stoutów i 3 lagerów. Browar produkuje również piwa sezonowe.